# 廖輝英
廖輝英（1948年4月2日—），台灣作家，生於台灣台中縣豐原（今台中市豐原區）。畢業於國立臺灣大學中國文學系。

## 生平
廖輝英曾就讀於北一女中，並畢業於國立台灣大學中文系。大學畢業後一度在中國時報擔任文案，1980年代屢獲文學獎活躍於文壇。擅寫社會底層在社會變遷與經濟成長中的處境，有不少作品被改編為電影或舞台劇。2006年11月—12月曾於新北市東南科技大學擔任駐校作家。目前亦以「文學專家」身份，活躍於教育界。曾獲得金馬獎最佳改編劇本獎的殊榮。

## 出版作品

### 小說
- 《不歸路》，1984年。聯經出版社。原為1983年聯合報第八屆小說獎之中篇小說特別推薦獎作品。
- 《油麻菜籽》，1983年。
- 《書鄉》，1984年。
- 《紅塵》，1985年。
- 《盲點》，1986年。
- 《今夜沒下雨》，1986年。
- 《在春天道別》，1990年；九歌出版社2008年1月新版，ISBN 978-957-444-467-0。
- 《絕唱》，1986年
- 《落塵》，1987年。
- 《藍色第五季》，1988年。
- 《焚燒的蝶》，1988年。
- 《窗口的鳥》，1989年。
- 《朝顏》，1989年。
- 《都市候鳥》，1990年。
- 《芳心之罪》，1990年。
- 《都市戀情》，1989年。
- 《歲月的眼睛》，1990年；九歌出版社2007年11月新版，ISBN 978-957-444-456-4。
- 《卸妝》，1991年。皇冠出版 ISBN 957-33-0574-7
- 《木棉花與滿山紅》，1991年。
- 《愛與寂寞散步》，1992年。
- 《你是我的回憶》，1992年。
- 《輾轉紅蓮》，1993年。
- 《你是我今生的守候》，1993年；九歌出版社2010年10月新版，ISBN 978-957-444-712-1。
- 《負君千行淚》，1993年。
- 《愛殺19歲》，1995年；九歌出版社2008年7月新版，ISBN 978-957-444-518-9。
- 《月影》，1996年。
- 《愛又如何》，1996年。
- 《紅塵再續》，1997年；九歌出版社2008年11月新版，ISBN 978-957-444-553-0。
- 《何地再逢君》，1997年。
- 《愛情良民》，1999年。
- 《外遇的理由》，1998年。
- 《愛情工事中》，2000年。
- 《迷走》，民國2001年。皇冠出版社
- 《情路浪跡》，2002年。
- 《女人香》，2003年；九歌出版社2009年10月新版，ISBN 978-957-444-641-4。
- 《焰火情挑》，九歌出版社2005年1月出版，ISBN 957-444-183-0。
- 《相逢一笑宮前町》，九歌出版社2005年5月新版，ISBN 957-444-221-7。
- 《以愛為名》，九歌出版社2007年3月出版，ISBN 978-957-444-389-5。

### 散文
- 《說愛》，1985年。
- 《談情》，1985年。
- 《心靈曠野：廖輝英長短調之二》，1986年。
- 《自己的舞臺：廖輝英長短調之一》，1986年。
- 《擦肩而過》，1987年。
- 《咫尺到天涯》，1988年。
- 《淡品人生》，1989年。
- 《愛情之書》，1989年。
- 《拔河》，1989年。
- 《情意人生》，1990年。
- 《尋找溫柔鄉的所在》，1998年。
- 《愛是一生的驚嘆號》，1991年。
- 《照亮自己》，1992年。
- 《與溫柔相約》，1991年。
- 《製作多情》，1996年。
- 《賭一場愛的輪盤》，1999年。
- 《騷動的青春》，2001年。
- 《愛情要自尋出路》，2002年。
- 《廖輝英幫你看清愛情婚姻》，2006年。
- 《先說愛的人，怎麼可以先放手》，2009年。
- 《愛，不是單行道》，九歌出版社2011年12月出版，ISBN 978-957-444-805-0。

### 其他論著
- 《科學家的故事》，1982年。 （兒童文學）
- 《女性出頭一片天（Winning a piece of sky for herself）》，1990年。 （論著）

### 專欄
- 《聯合報》【女人大轉彎】專欄

### 被改編為影視劇本的小說
- 1984年，《不歸路》改編成電影，由蘇明明，柯俊雄主演。張蜀生執導，蒙太奇影業出品。
- 1984年，《油麻菜籽》，由萬仁導演，侯孝賢與廖輝英聯合編劇，蘇明明、陳秋燕主演。
- 1986年，《今夜沒下雨》被搬上銀幕。
- 1993年， 《卸妝》由台視改編為電視劇。謝祖武、李明依主演。
- 1994年，《歲月的眼睛》由台視改編為電視劇。周紹棟、李黛玲主演。
- 2000年，《輾轉紅蓮》由公視改編為電視劇。蔡岳勳、葉全真 、王識賢 主演。
- 2002年，三立台灣台播出由《負君千行淚》改編的電視劇。倪齊民、何如芸主演。

## 主持作品
- 公共電視文化事業基金會熟年帶狀節目《元氣Live秀》第一季（與官家宇合作主持）[4]
- 台灣藝術電視台政論節目《輝常不一樣》[2]

## 獲獎經歷
- 1988年，廖輝英榮獲中國文藝協會頒發的中國文藝獎章小說創作獎。
- 1982年，《油麻菜籽》獲時報小說獎第五屆首獎。
- 1983年，《有家歸不得》獲聯合文學獎第八屆中篇小說獎特別推薦獎。
- 1984年：第21屆金馬獎最佳改編劇本（《油麻菜籽》）

## 註解
1. ↑  . 華文文學資訊平臺. 臺北市文化局.   [2011-09-20].[永久]
2. 1 2  . 台灣團結聯盟電子報 (台灣團結聯盟). 2007-08-10  [2011-09-20]. （原始内容存档于2010-08-26）.
3. ↑  國家圖書館-當代文學史料系統[永久]
4. ↑  . 公共電視文化事業基金會《元氣Live秀》官方網頁 (公共電視文化事業基金會). 2008-10-01  [2011-12-31]. （原始内容存档于2021-03-09）.

## 外部連結
- 廖輝英簡介 九歌文學網 （页面存档备份，存于）
- 台灣作家作品目錄資料庫——廖輝英 （页面存档备份，存于）
- 廖輝英的Facebook專頁